# 水庙镇
水庙镇，是中华人民共和国湖南省邵陽市新宁县下辖的一个乡镇级行政单位。

## 行政区划
水庙镇下辖以下地区：
水庙社区、双阳村、关田村、新桥村、新中村、水庙村、湾子头村、枧杆山村、蒋木村、石螺村、石门村、火星村、石云村、双桥村、大坪村、白羊村、高坪村、伞家冲村、江坪村、上兴村、中山塘村、下山塘村和新宁县万峰林场。